# Варга, Золтан (шахматист)
Золтан Варга (венг. Varga Zoltán; род. 12 июля 1970) — венгерский шахматист, гроссмейстер (1995). Чемпион Венгрии 1996 года, участник шахматных Олимпиад, чемпионатов мира и Европы в составе сборной Венгрии.

## Спортивная карьера
В 1995 году получил звание международного мастера, а затем гроссмейстера. В 1996 году стал победителем личного чемпионата Венгрии.
Начиная с 1992 года, выступал за сборные Венгрии на различных международных командных соревнованиях. В 1992 и 2003 годах — участник командных чемпионатов Европы, в 1998 и 2004 годах — шахматных Олимпиад, в 2001 году — командного чемпионата мира. Многократный победитель и призёр Кубков Митропы. На командном чемпионате Европы 2003 года показал второй результат на 3-й доске, на командном чемпионате мира 2001 года — четвёртый результат на 4-й доске, в Кубках Митропы 1993 и 1995 годов становился лучшим на своей доске.
Победитель клубных чемпионатов Словакии и призёр клубного чемпионата Боснии и Герцеговины (2002). Многократный участник Кубка европейских клубов. В 1995 году в составе клуба «Гонвед» (Будапешт) занял общее второе место, в 2002 году, выступая за клуб «Напредак» (Сараево, Босния и Герцеговина), показал лучший результат на своей доске.

## Изменения рейтинга
| Графики недоступны из-за технических проблем. См. информацию на Фабрикаторе и на mediawiki.org. |